# ریچارد کسبام
ریچارد کَـسِبام (انگلیسی: Richard Kassebaum؛ ‏ ۱۵ نوامبر ۱۹۶۰ – ۲۷ اوت ۲۰۰۸) فیلم‌ساز مستند اهل ایالات متحده آمریکا بود.
از فیلم‌هایی که وی در آن‌ها نقش داشته است، می‌توان به قلمرو داود: حماسه بنی‌اسرائیل  اشاره نمود.